# 프로젝트 183형 대형 어뢰정
프로젝트 183형 대형 어뢰정(러시아어: Большие торпедные катера проекта 183)은 소련의 어뢰정으로 나토코드는 P-6급 어뢰정이다. 단일 함종으로는 세계에서 가장 많은 수가 건조되었으며, 유명한 프로젝트 183R형 미사일정(코마르급)의 선체로도 사용되었다.

## 구조
7mm 두께의 장갑판으로 보강한 목재선체를 채용하여 무게를 줄였다.

### 추진
프로젝트 183형은 M-50F 디젤추진 엔진을 전후부에 각각 2기식을 채용하며 총 4800마력의 출력을 낸다. 4축의 스크류로 최대 속도 43노트를 낼 수 있다. 14노트로 항해시 1000해리,33노트로 항해시 600해리를 순항할 수 있다.
183TK형(P-10)은 디젤엔진과 더불어 4000 마력 M-1 가스터빈엔진을 설치하여 최대 48.5노트의 속력을 낸다.

### 레이다/전자장비
자르니차 대공/대수상 탐색레이다를 운용한다. 183T/TK형의 경우 레이다가 신형인 레야로 변경되었고, 183U형의 경우 니흐롬 피아식별장치도 운용한다.

### 무장
주무장으로 533mm TTKA-53M 어뢰발사관을 선체 양현에 설치하였고, 트로스 사격통제체계와 연동해 53-38U 혹은 53-39 직주어뢰를 운용한다. 183TK형은 사격통제장치가 오네가로 변경되었다. 대공무장으로 쌍열 25mm 2M-3 대공포를 선수와 선미에 각 1문씩 배치하였다. 또한 BB-1 폭뢰 및 KB-3 혹은 AMD-500 기뢰를 운용할 수 있다.
183T/TK형은 가스터빈엔진 설치에 따른 용적 문제로 기뢰 및 폭뢰를 탑재하지 않는다.

## 개량형
- 프로젝트 183형 (P-6급) - 기본형으로 333척이 건조되었다.
- 프로젝트 183T형 (P-8급) - M-50F 디젤엔진에 4000 마력 TVM가스터빈엔진 1기를 추가한 시험용. 한 척만이 건조되었다.
- 프로젝트 183TK형 (P-10급) - M-50F-2 디젤엔진에 4000 마력 M-1 가스터빈엔진 1기를 추가한 형식으로 25척이 건조되었다.
- 프로젝트 183U형 - 533mm TTKA-53L-2 어뢰발사관 4문을 장비한 형식. 한 척만이 건조되었다.
- 프로젝트 183E형 – P-15 테르밋 미사일 발사 시험용.
- 프로젝트 183R형 (코마르급) - P-15 테르밋 미사일을 장착한 최초의 미사일정.
- 프로젝트 199형 (P-6 ASW급) - 183형을 기반으로한 소형 대잠정. 52척이 건조되었다.